# Noflen
Noflen es una comuna suiza del cantón de Berna, situada en el distrito administrativo de Berna-Mittelland. Limita al norte con la comuna de Kirchdorf, al este con Kienersrüti, al sur con Uetendorf y Seftigen, y al oeste con Burgistein.
Hasta el 31 de diciembre de 2009 situada en el distrito de Seftigen.